# Карамышев, Георгий Петрович
Георгий Петрович Карамышев (21 января 1896, Пуктыш, Оренбургская губерния — 21 февраля 1956, Мелитополь, Запорожская область) —  советский военный деятель. гвардии генерал-майор (1943).

## Биография
Георгий Карамышев родился 21 января 1896 года в селе Пуктыш Чумлякской волости Челябинского уезда Оренбургской губернии, ныне село — административный центр Пуктышского сельсовета Щучанский район Курганской области. Русский.

### Первая мировая война
7 августа 1915 года Карамышев был мобилизован на военную службу и зачислен в 109-й запасный пехотный полк, находившийся в городе Челябинске. С января по март 1916 года прошёл курс обучения в учебной команде, после чего продолжил службу в том же полку младшим унтер-офицером. В июле 1917 года с полком убыл на Северо-Западный фронт под Ригу, где полк влился в 14-ю особую бригаду. В звании фельдфебеля воевал против германских войск, отступал с боями от реки Западная Двина до города Венден Лифляндской губернии. В январе 1918 года был избран пом. командира роты, а в феврале был демобилизован по болезни.

### Гражданская война
В марте 1919 года мобилизован в Русскую армию адмирала А. В. Колчака и зачислен в 60-й Бугурусланский полк находившийся в г. Сарапул Вятской губернии, где служил рядовым, затем фельдфебелем. В начале мая полк был направлен на фронт в район Вятские Поляны и в июне участвовал в боях против частей Рабоче-крестьянской Красной армии. В конце месяца Карамышев дезертировал из полка и скрывался от колчаковцев в Шадринском уезде Пермской губернии (ныне северо-западная часть Курганской области). После установления советской власти 19 августа 1919 года добровольно вступил в РККА и был направлен в 4-й запасной полк в г. Казань. В его составе служил старшиной.
В 1920 году вступил в РКП(б), в 1925 году партия переименована в ВКП(б), в 1952 году партия переименована в КПСС.
В январе 1920 года был зачислен курсантом в пулемётную школу при Запасной армии Республики. После её окончания назначен командиром пулемётного взвода в 6-й запасной полк. Затем оттуда он был переведён в 32-й маршевый полк на должность начальника пулемётной команды и убыл с ним на Южный фронт в район Павлограда. Прибыв, полк влился в 85-ю отдельную бригаду и был переименован в 254-й стрелковый. В его составе Карамышев принимал участие в боях с войсками генерала П. Н. Врангеля. В конце октября 1920 года был переведён в 205-й стрелковый полк 62-й бригады 23-й стрелковой дивизии, с которым участвовал в Перекопско-Чонгарской операции. После разгрома войск генерала П. Н. Врангеля полк дислоцировался в г. Алушта и нёс охрану побережья Чёрного моря. В декабре он был переименован сначала в 25-й, в мае 1921 года — в 9-й стрелковый в составе 3-й Казанской стрелковой дивизии, а в октябре переведен в г. Севастополь.

### Межвоенное время
В послевоенный период  Карамышев продолжал служить в том же полку начальником пулемётной команды и инструктором пулемётного дела. В январе — марте 1930 года прошёл переподготовку на курсах «Выстрел», затем был назначен командиром батальона 132-го стрелкового полка 44-й стрелковой дивизии Украинского военного округа в г. Житомир. С мая 1933 года командовал учебным батальоном в 130-м стрелковом полку. В феврале 1935 года вновь переведён в 132-й стрелковый полк на должность пом. командира полка по материальному обеспечению, с декабря 1938 года исполнял должность пом. командира полка по строевой части. В августе 1939 года майор Карамышев назначен командиром 170-го стрелкового полка 58-й стрелковой дивизии Киевского Особого военного округа, с марта 1940 года исполнял должность начальника пехоты этой же дивизии. В ноябре был переведён в Забайкальский военный округ на должность командира 82-й мотострелковой дивизии, входившей в состав 17-й армии.

### Великая Отечественная война
С началом Великой Отечественной войны подполковник Карамышев продолжал командовать этой дивизией. 7 октября 1941 года он получил приказ о передислокации дивизии на Западный фронт. После прибытия на новое место она вошла в 5-ю армию и с 24 октября вступила в бои на можайском направлении. Её части принимали участие в Можайско-Малоярославецкой и Наро-Фоминской оборонительных, Клинско-Солнечногорской и Ржевско-Вяземской наступательных операциях. 
С 11 января 1942 года полковник  Карамышев принял командование 326-й стрелковой дивизией, входившей в 10-ю армию Западного фронта. В ходе Ржевско-Вяземской операции её части вели наступательные бои в районе г. Сухиничи, Козельск, Белёв. В середине августа дивизия была передана 16-й армии и вела бои в районе Сухиничи, форсировала р. Жиздра и освободила ряд населённых пунктов. В середине октября она была переброшена в 20-ю армию и вела оборонительные бои на ржевско-вяземском рубеже. В декабре 1942 года  Карамышев был отстранён от должности и назначен командиром 910-го стрелкового полка 243-й стрелковой дивизии Западного фронта. 
С 7 февраля 1943 года он вступил в командование 59-й гвардейской стрелковой дивизией. 31 марта 1943 года  Карамышеву присвоено звание генерал-майор. В составе 3-й гвардейской армии Юго-Западного фронта участвовал с ней в Ворошиловградской и Донбасской наступательных операциях, битве за Днепр, Запорожской наступательной операции. Её части отличились при освобождении городов Ворошиловград, Краматорск, Запорожье. За успешное выполнение боевых заданий командования в боях при освобождении г. Краматорск и проявленные при этом доблесть и мужество она была удостоена почётного наименования «Краматорская» (8.9.1943), а за освобождение г. Запорожье — награждена орденом Красного Знамени (14.10.1943). В январе — феврале 1944 года дивизия в составе 3-й гвардейской армии 4-го Украинского фронта, затем 6-й армии 3-го Украинского фронта принимала участие в Никопольско-Криворожской наступательной операции, вела бои по ликвидации никопольского плацдарма противника. За образцовое выполнение боевых заданий командования в боях за ликвидацию никопольского плацдарма противника она была награждена орденом Суворова 2-й ст. (13.2.1944). Её части отличились также в Одесской наступательной операции, в ходе которой в условиях распутицы успешно форсировали реки Ингулец, Ингул, Южный Буг и 10 апреля первыми ворвались в Одессу. За образцовое выполнение заданий командования в боях при освобождении г. Одесса дивизия была награждена орденом Богдана Хмельницкого 2-й ст. (20.4.1944). В мае 1944 года, после выхода к р. Днестр, она вошла в подчинение 46-й армии 3-го Украинского фронта и в её составе воевала до конца войны. Участвовала в Ясско-Кишинёвской, Дебреценской, Будапештской и Венской наступательных операциях. Боевые действия дивизия закончила в мае 1945 года в районе Фрайштадта (севернее г. Линц).
За время войны командир дивизии Карамышев был двенадцать раз упомянут в благодарственных в приказах Верховного Главнокомандующего.

### Послевоенная карьера
После войны генерал-майор Карамышев продолжал командовать 59-й гвардейской стрелковой Краматорской Краснознаменной орденов Суворова 2-й степени и Богдана Хмельницкого 2-й степени дивизией в Южной группе войск, а с августа 1945 года — в Одесском военном округе. 
В октябре 1945 года назначен заместителем командира по строевой части 10-го гвардейского стрелкового Будапештского корпуса. 19 апреля 1947 года уволен в запас.
Георгий Петрович Карамышев умер 21 февраля 1956 года в городе Мелитополе Мелитопольского района Запорожской области Украинской ССР.

## Награды
- Орден Ленина, 21 февраля 1945 года[6][7]
- Орден Красного Знамени, дважды: 21 июля 1942 года[8], 3 ноября 1944 года[9][7]
- Орден Суворова II степени, 13 сентября 1944 года[10][11][12]
- Орден Кутузова II степени, 28 апреля 1945  года[13][14][15]
- Орден Отечественной войны I степени, 17 сентября 1943 года[16]
- Медаль «За оборону Москвы», 10 ноября 1944 года[17][18]
- медаль «За победу над Германией в Великой Отечественной войне 1941—1945 гг.», 13 октября 1945 года[19][20][21])
- Медаль «За взятие Будапешта», 25 ноября 1945 года[22]
- Медаль «За взятие Вены»
- Юбилейная медаль «30 лет Советской Армии и Флота», 1948 год[23]

Приказы (благодарности) Верховного Главнокомандующего в которых отмечен  Г. П. Карамышев.
- За овладение городами Дебальцево, Иловайск, Лисичанск, Енакиево, Горловка, Чистяково, Славянск, Артёмовск, Краматорская, Константиновка, Макеевка, Красноармейское, Ясиноватая и областным центром Донбасса – городом Сталино. 8 сентября 1943 года № 9
- За овладение штурмом  крупным областным и промышленным центром Украины городом  Запорожье – важнейшим транспортным узлом железнодорожных и водных путей и одним из решающих опорных пунктов немцев в нижнем течении Днепра. 14 октября 1943 года. № 33
- За овладение штурмом городом Никополь – крупным промышленным центром Украины. 8 февраля 1944 года. № 72
- За прорыв сильно укреплённой обороны противника южнее Бендер и освобождение более 150 населённых пунктов, в том числе крупных населённых пунктов Каушаны, Чимишлия, Лейпциг, Тарутино. 22 августа 1944 года № 169
- За форсирование реки Тисса, овладение столицей Трансильвании городом Клуж и городом Сегед – крупным хозяйственно-политическим и административным центром Венгрии. 11 октября 1944 года. № 194
- За овладение штурмом на территории Венгрии городом и крупным железнодорожным узлом Сольнок — важным опорным пунктом обороны противника на реке Тисса. 4 ноября 1944 года. № 209
- За прорыв сильно укреплённой обороны противника северо-восточнее Будапешта, форсирование реки Дунай, и овладение важными опорными пунктами обороны противника – городами Балашшадьярмат, Ноград, Вац, Асод, Эрчи. 9 декабря 1944 года. № 217
- За прорыв сильно укреплённой обороны противника юго-западнее Будапешта, продвижение вперёд до 40 километров, и овладение штурмом городами Секешфехервар и Бичке — крупными узлами коммуникаций и важными опорным пунктами обороны противника, отрезав тем самым основные пути отхода на запад будапештской группировки немецко-венгерских войск. 24 декабря 1944 года № 218.
- За полное овладение столицей Венгрии городом Будапешт – стратегически важным узлом обороны немцев на путях к Вене. 13 февраля 1945 года, № 277.
- За прорыв сильной обороны немцев в горах Вэртэшхедьшэг, западнее Будапешта, разгром группы немецких войск в районе Естергома, овладение городами Естергом, Несмей, Фельше-Галла, Тата и захват более 200 других населённых пунктов. 25 марта 1945 года. № 308.
- За овладение городом и важным узлом дорог Мадьяровар и городом и железнодорожной станцией Кремница — сильным опорным пунктом обороны немцев на южных склонах хребта Велькафатра. 3 апреля 1945 года. № 329.
- За овладение в Чехословакии городами Яромержице и Зноймо и на территории Австрии городами Голлабрунн и Штоккерау — важными узлами коммуникаций и сильными опорными пунктами обороны немцев. 8 мая 1945 года. № 367.

## Память
- На могиле ветерана установлен надгробный памятник.